# Juan Sforza
Juan Sforza, né le 14 février 2002 à Rosario en Argentine, est un footballeur argentin qui évolue au poste de milieu central au Vasco da Gama.

## Biographie

### Newell's Old Boys
Né à Rosario en Argentine, Juan Sforza est formé au Newell's Old Boys, club populaire de sa ville natale. Alors qu'il n'a pas encore effectué la moindre apparition avec les professionnels, Sforza attire déjà l'attention de plusieurs clubs européens. Considéré comme l'une des plus grandes promesses du club depuis qu'il joue en U15, Sforza signe son premier contrat professionnel le 13 mars 2019 à 17 ans. Cette même année Matías Messi, le frère de Lionel Messi, devient son agent. En mars 2020 c'est le FC Barcelone qui s'intéresse de près au joueur.
Sforza joue son premier match en professionnel le 19 décembre 2020, lors d'une rencontre face à Godoy Cruz. Il entre en jeu et son équipe s'impose par trois buts à zéro. Pour sa deuxième apparition en professionnel, le 28 décembre suivant face au Central Córdoba, il se fait remarquer en inscrivant le premier but de sa carrière sur un service de Maxi Rodríguez, participant ainsi à la victoire de son équipe par trois buts à un.
Sforza fait sa première apparition en Copa Sudamericana le 21 avril 2021, contre l'Atlético Clube Goianiense. Il est titularisé et les deux équipes se neutralisent (0-0 score final).

### Vasco da Gama
Le 19 février 2024, Juan Sforza rejoint le Brésil en signant avec Vasco da Gama pour un contrat courant jusqu'en décembre 2028.

### En sélection
Avec les moins de 17 ans, il participe au championnat sud-américain moins de 17 ans en 2019. Lors de cette compétition organisée au Pérou, il joue huit matchs, tous en tant que titulaire. Il officie même à cinq reprises comme capitaine. Il s'illustre en inscrivant un but, le seul de la rencontre, face à l'Uruguay le 6 avril, permettant ainsi à son équipe de l'emporter sur la plus petite des marges. Avec un bilan de cinq victoires, deux nuls et deux défaites, l'Argentine remporte le tournoi.

## Statistiques
| Saison                | Club                  | Championnat           | Championnat | Championnat | Championnat | Coupe nationale | Coupe nationale | Coupe nationale | Coupe de la Ligue | Coupe de la Ligue | Coupe de la Ligue | Compétition(s) continentale(s) | Compétition(s) continentale(s) | Compétition(s) continentale(s) | Compétition(s) continentale(s) | Total | Total | Total |
| Saison                | Club                  | Division              | M.          | B.          | P.d.        | M.              | B.              | P.d.            | M.                | B.                | P.d.              | Comp.                          | M.                             | B.                             | P.d.                           | M.    | B.    | P.d.  |
| 2019-2020             | Newell's Old Boys     | Primera División      | 5           | 1           | 0           | -               | -               | -               | -                 | -                 | -                 | -                              | -                              | -                              | -                              | 5     | 1     | 0     |
| 2021                  | Newell's Old Boys     | Primera División      | -           | -           | -           | 1               | 0               | 0               | 11                | 0                 | 0                 | CS                             | 3                              | 0                              | 0                              | 15    | 0     | 0     |
| Sous-total            | Sous-total            | Sous-total            | 5           | 1           | 0           | 1               | 0               | 0               | 11                | 0                 | 0                 | -                              | 3                              | 0                              | 0                              | 20    | 1     | 0     |
| Total sur la carrière | Total sur la carrière | Total sur la carrière | 5           | 1           | 0           | 1               | 0               | 0               | 11                | 0                 | 0                 | -                              | 3                              | 0                              | 0                              | 20    | 1     | 0     |

## Palmarès
- Vainqueur du championnat de la CONMEBOL des moins de 15 ans en 2017 avec l'équipe d'Argentine des moins de 15 ans
- Vainqueur du championnat de la CONMEBOL des moins de 17 ans en 2019 avec l'équipe d'Argentine des moins de 17 ans